# Goniothalamus cleistogamus
Goniothalamus cleistogamus là loài thực vật có hoa thuộc họ Na. Loài này được Burck mô tả khoa học đầu tiên năm 1911.